# National Cowgirl Museum and Hall of Fame

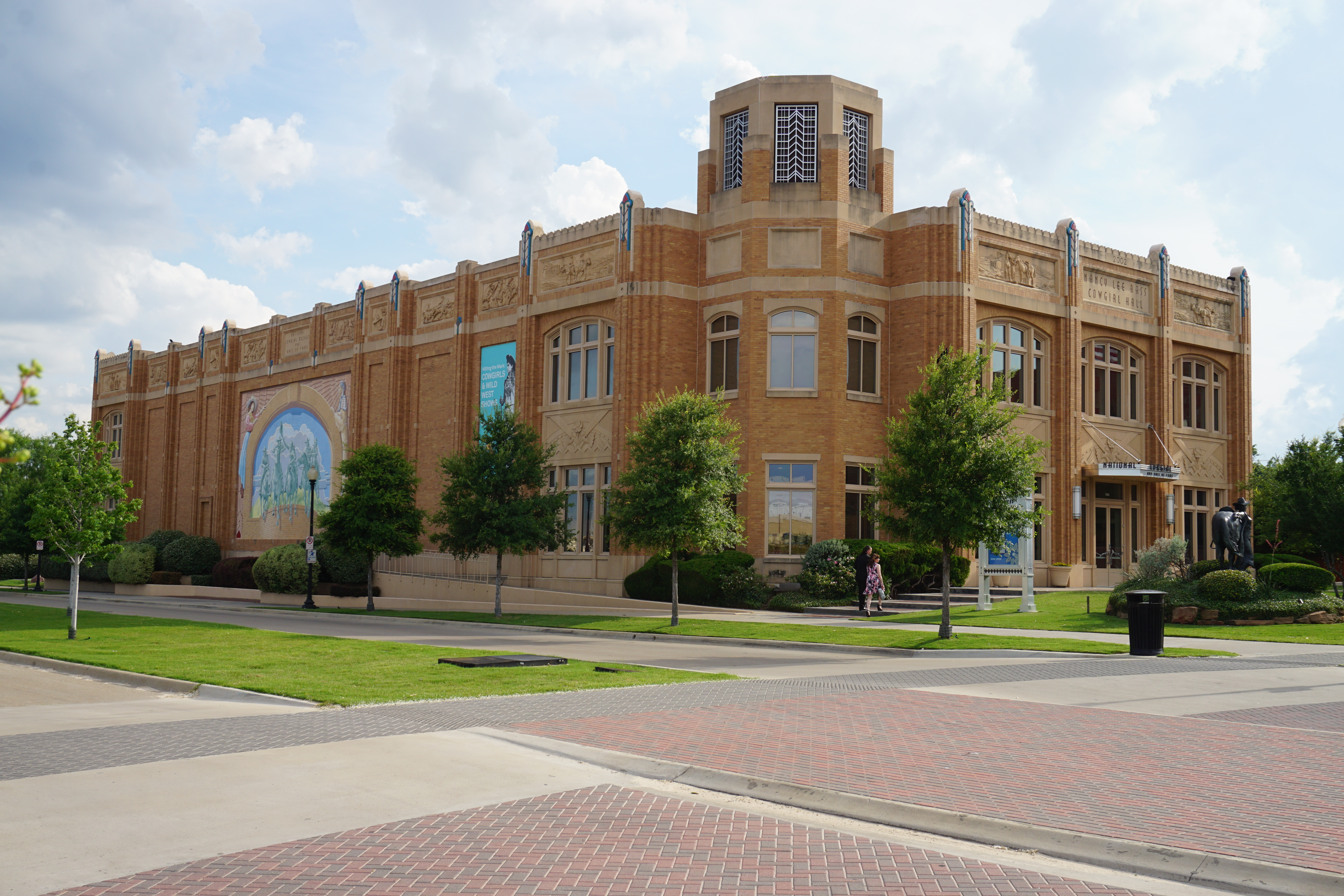
National Cowgirl Museum and Hall of Fame, 2016

Das National Cowgirl Museum and Hall of Fame ist ein Museum in Fort Worth im amerikanischen Bundesstaat Texas, das das Leben der Frauen des amerikanischen Westens dokumentiert.

## Geschichte und Gebäude
Das Museum wurde 1975 unter dem Namen National Cowgirl Hall of Fame and Western Heritage Center in der „Deaf Smith County Library“ in Hereford im Deaf Smith County eröffnet. 1994 wurde es nach Fort Worth verlegt. Am 9. Juni 2002 bezog das Museum das vom Architekten David Schwartz entworfene Gebäude im Museumsviertel von Fort Worth. Gemeinsam mit dem benachbarten „Cattle Raisers Museum“ und „Fort Worth Museum of Science and History“ ist es Teil des „Western Heritage Center“. Das Bauwerk wurde aus privaten Mitteln mit 21 Millionen US-Dollar finanziert. 2015 und 2018 wurden die einzelnen Ausstellungsbereiche grundlegend renoviert und umgestaltet.
Auf der Außenseite des Bauwerks ist ein monumentales Trompe-l’œil-Wandbild von Richard Haas zu sehen, das fünf Cowgirls zeigt, die auf den Betrachter zugaloppieren. Auf dem Außengelände sind verteilt um das Gebäude mehrere lebensgroße Skulpturen aufgestellt, die bekannten Persönlichkeiten wie Sacajawea nachempfunden sind oder Stereotype zeigen, wie die „Wüstenprinzessin“ des Künstlers Mehl Lawson, ohne Sattel reitende jugendliche Cowgirls, Packpferde, wilde Mustangs oder eine Stute mit Fohlen.

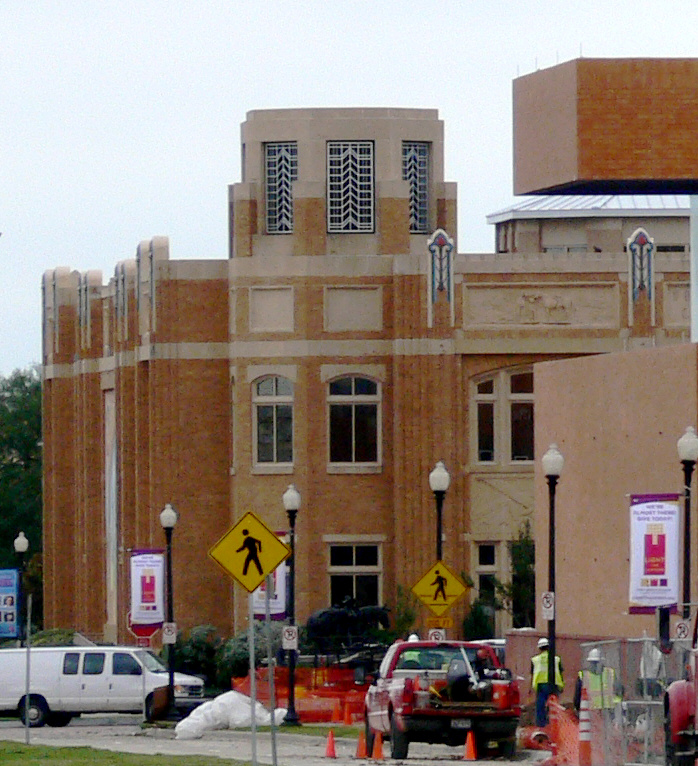
Seitenansicht
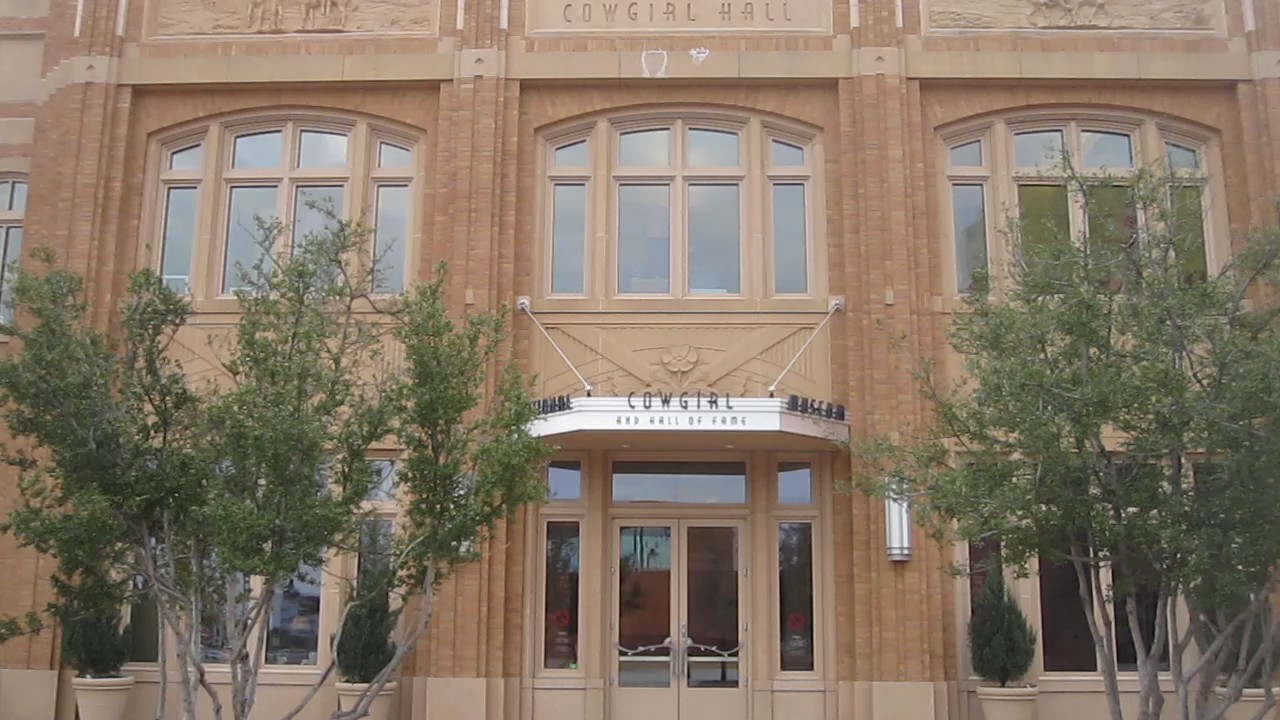
Eingang
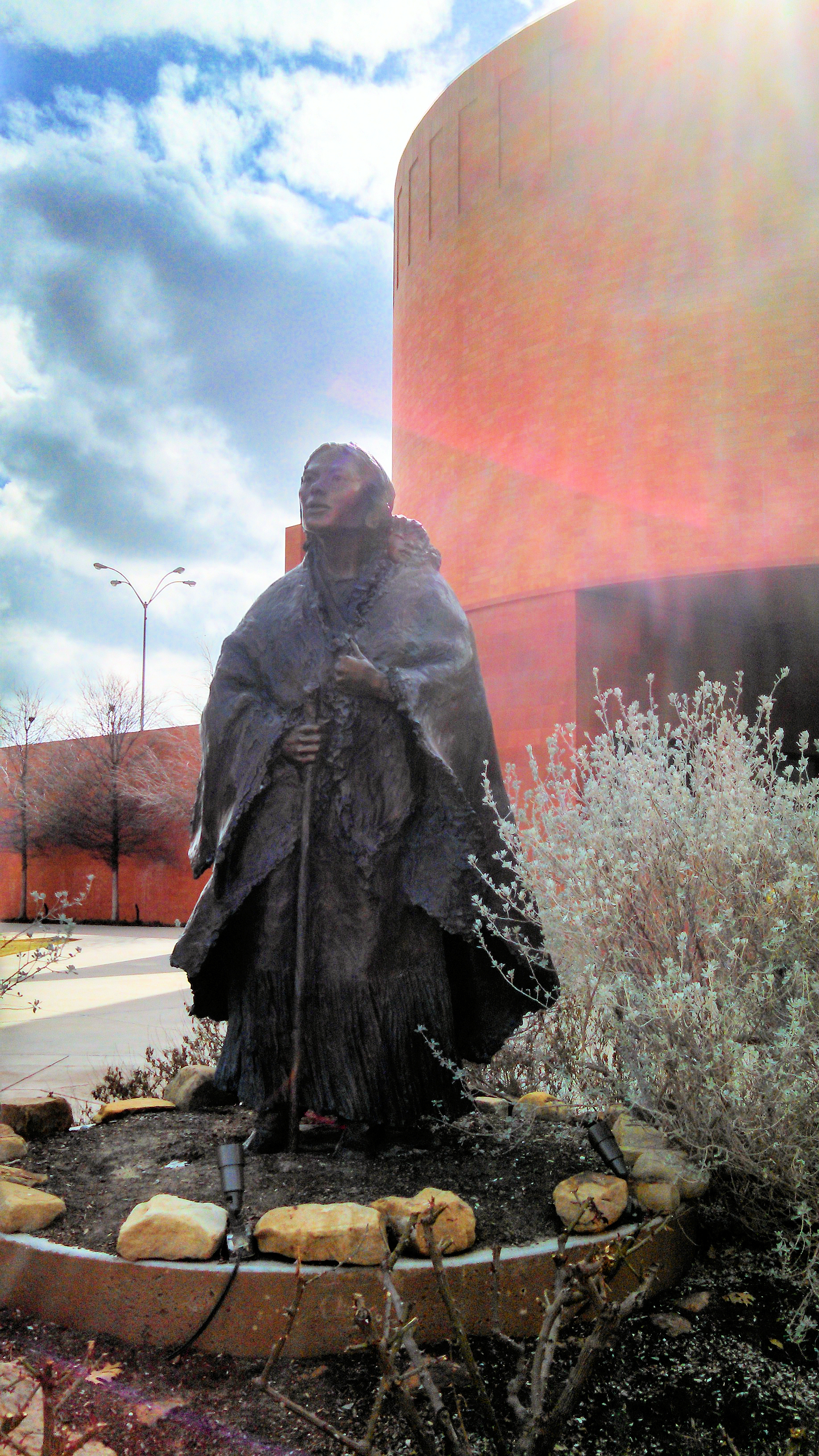
Sacagawea
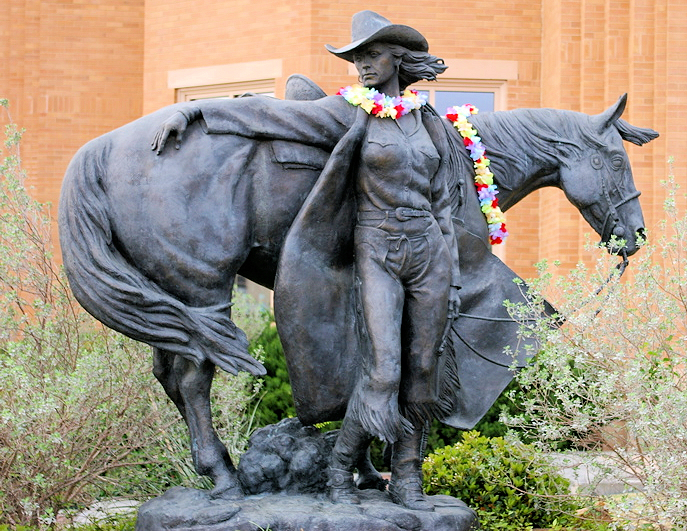
High Desert Princess
Fassade

## Museum

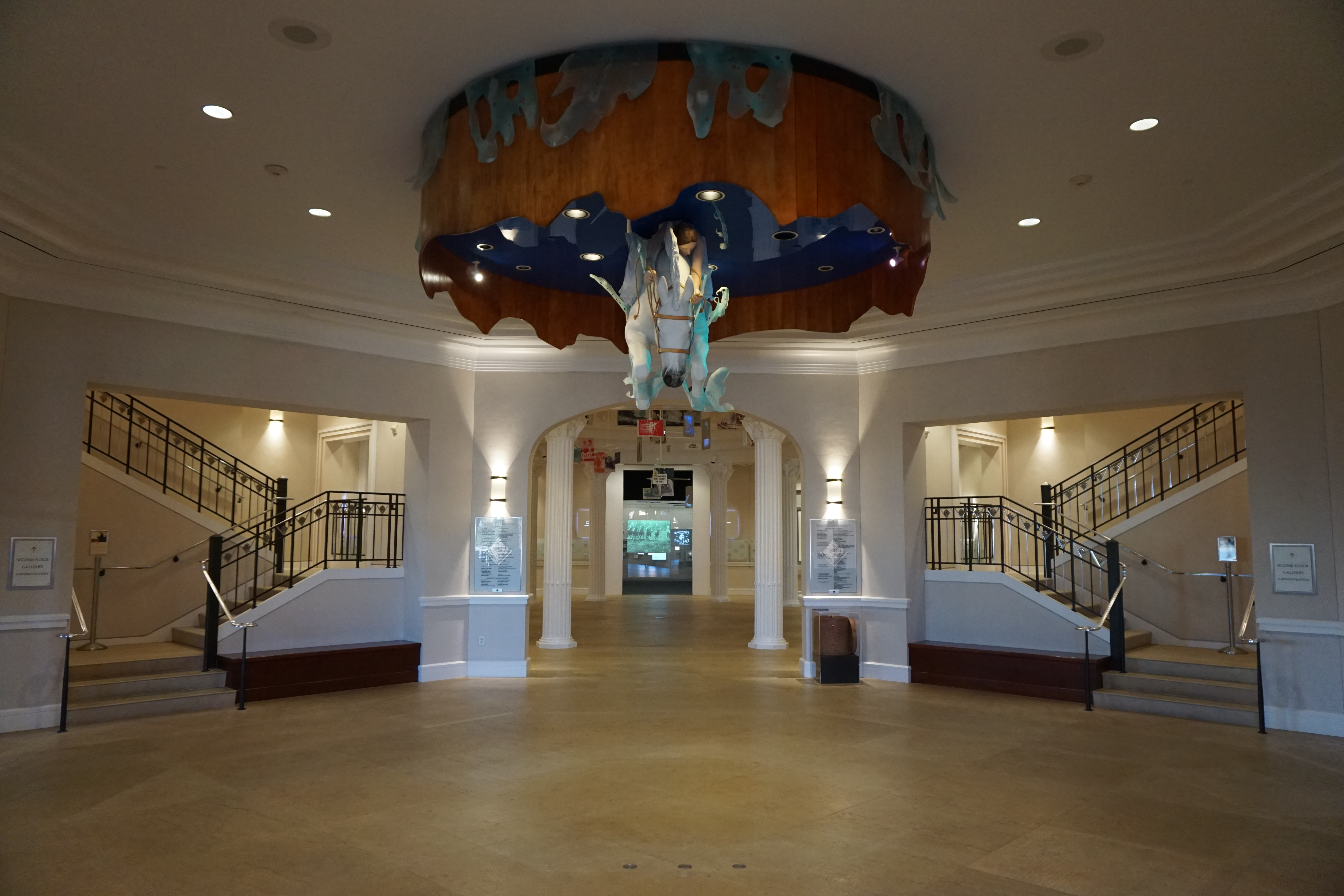
Innenraum

Das Museum zeigt auf 3100 Quadratmetern mehr als 4000 Exponate und Informationen über mehr als 750 Frauen. Es ist eine Bildungseinrichtung mit Ausstellungen, einer Forschungsbibliothek und einer Sammlung seltener Fotografien. Das Museum arrangiert regelmäßig Wanderausstellungen und organisiert Vorträge, Filme und andere kulturelle Veranstaltungen zum Thema Frauen in der Geschichte des amerikanischen Westens. Seit 2018 forscht und sammelt das Museum verstärkt zu schwarzen, indigenen und anderen farbigen Frauen aus Vergangenheit und Gegenwart, die in der Geschichte des Westens unterrepräsentiert waren.
Im Erdgeschoss der Rotunde befindet sich die Hall of Fame. Ebenfalls im Erdgeschoss sind außerdem eine Ausstellungsgalerie und ein Theater. In die „Cowgirl Hall of Fame“ werden Frauen aus verschiedenen Bereichen aufgenommen, darunter Pionierinnen, Künstlerinnen, Geschäftsfrauen, Pädagoginnen, Viehzüchterinnen und Rodeo-Cowgirls, wobei jedes Jahr weitere Frauen hinzukommen. Elektronische Jahrbücher bieten Fotos und Biografien zu jeder Preisträgerin. Das Obergeschoss der Rotunde wird von zwölf Glaswandgemälden mit Porträts von Cowgirls gesäumt. Die Bilder verändern sich langsam und erzeugen die Illusion von Bewegung.
Auswahl Hall of Fame:
- Anna Lee Aldred (1983)
- Faye Blackstone (1982)
- Clara Brown (1997)
- Evelyn Cameron (2001)
- Willa Cather (1986)
- Patsy Cline (1994)
- Wantha Davis (2004)
- Dale Evans (1995)
- Laura Gilpin (1987)
- Glenna Goodacre (2003)
- Veryl Goodnight (2016)
- Temple Grandin (2010)
- Mary Ingalls (1984)
- Enid Justin (1978)
- Miranda Lambert (2021)
- Rose Wilder Lane (1984)
- Wilma Mankiller (1994)
- Maria Montoya Martinez (1998)
- Reba McEntire (2017)
- Patsy Montana (1987)
- Esther Hobart Morris (2006)
- Sandra Day O’Connor (2002)
- Georgia O’Keeffe (1991)
- Annie Oakley (1984)
- Cynthia Ann Parker (1998)
- Ruth Roach (1989)
- Sacagawea (1976)
- Joseph du Sacré-Cœur (1981)
- Mari Sandoz (1988)
- Angelika Trabert (2018)
- Cindy Walker (1998)
- Laura Ingalls Wilder (1984)[6]

Im ersten Stock gibt es drei thematisch gegliederte Hauptgalerien. In „Into the Arena“ sind Trickreiterinnen, Rodeo- und Wild-West-Show-Cowgirls wie Annie Oakley und Barbara Inez „Tad“ Lucas zu sehen. „Kinship with the Land“ ist amerikanischen Rancherinnen wie Hallie Crawford Stillwell gewidmet und umfasst Exponate im Zusammenhang mit der Viehzucht, darunter historische Ausrüstung wie Sättel und Damenbekleidung. „Claiming the Spotlight“ beleuchtet die Darstellung von Cowgirl-Schauspielerinnen und Sängerinnen wie Dale Evans und Patsy Montana in den Medien. Die Ausstellung ist teils interaktiv und zeigt Archivfilme, Kostüme und Artefakte, wie etwa einen Sattel von Dale Evans und den Damensattel der Rancherin und Künstlerin Gertrude Maxwell aus dem Jahr 1899. Im Obergeschoss befinden sich außerdem eine Bibliothek, Archive und ein Forschungsbereich.

## Wechselausstellungen (Auswahl)

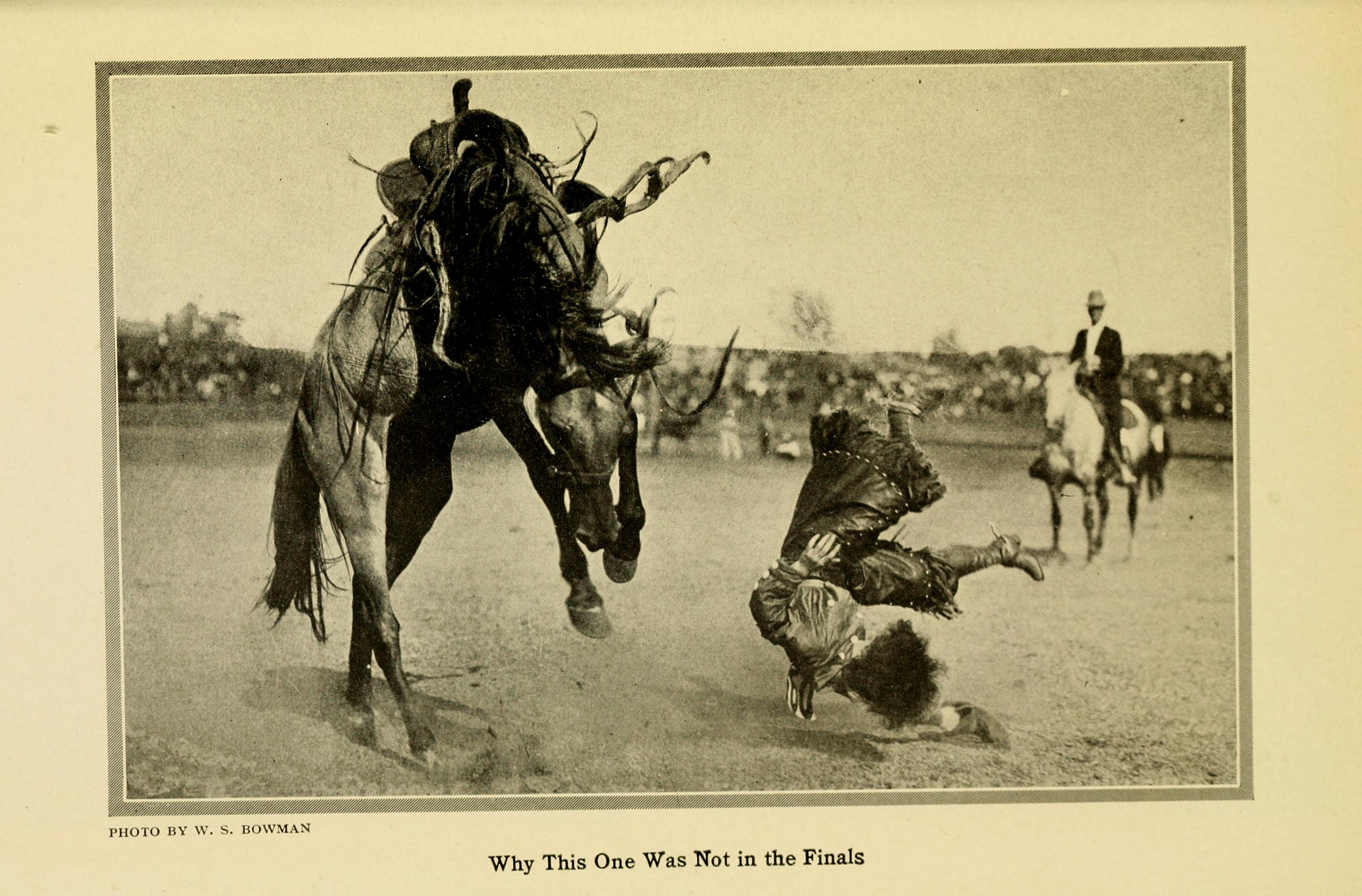
Foto aus der Sammlung

- 2015/16: Rodeo: Photographs by Rima Canaan Lee[7]
- 2016: Light, Landscape and Livestock: The Photography of Nadine Levin
- 2016/17: Pure Quill: Photographs by Barbara Van Cleve
- 2017/18: Constance Jaeggi: Aspects of Power, Light and Motion
- 2018: Collection of Hermès Scarves
- 2019/20: Laura Wilson: Looking West
- 2021: Twelve Mighty Orphans – Behind the Scenes: Laura Wilson
- 2021/22: The Devils – Constance Jaeggi
- 2024: Soldaderas to Amazonas: Escaramuzas Charras